# Tomten (Gedicht)

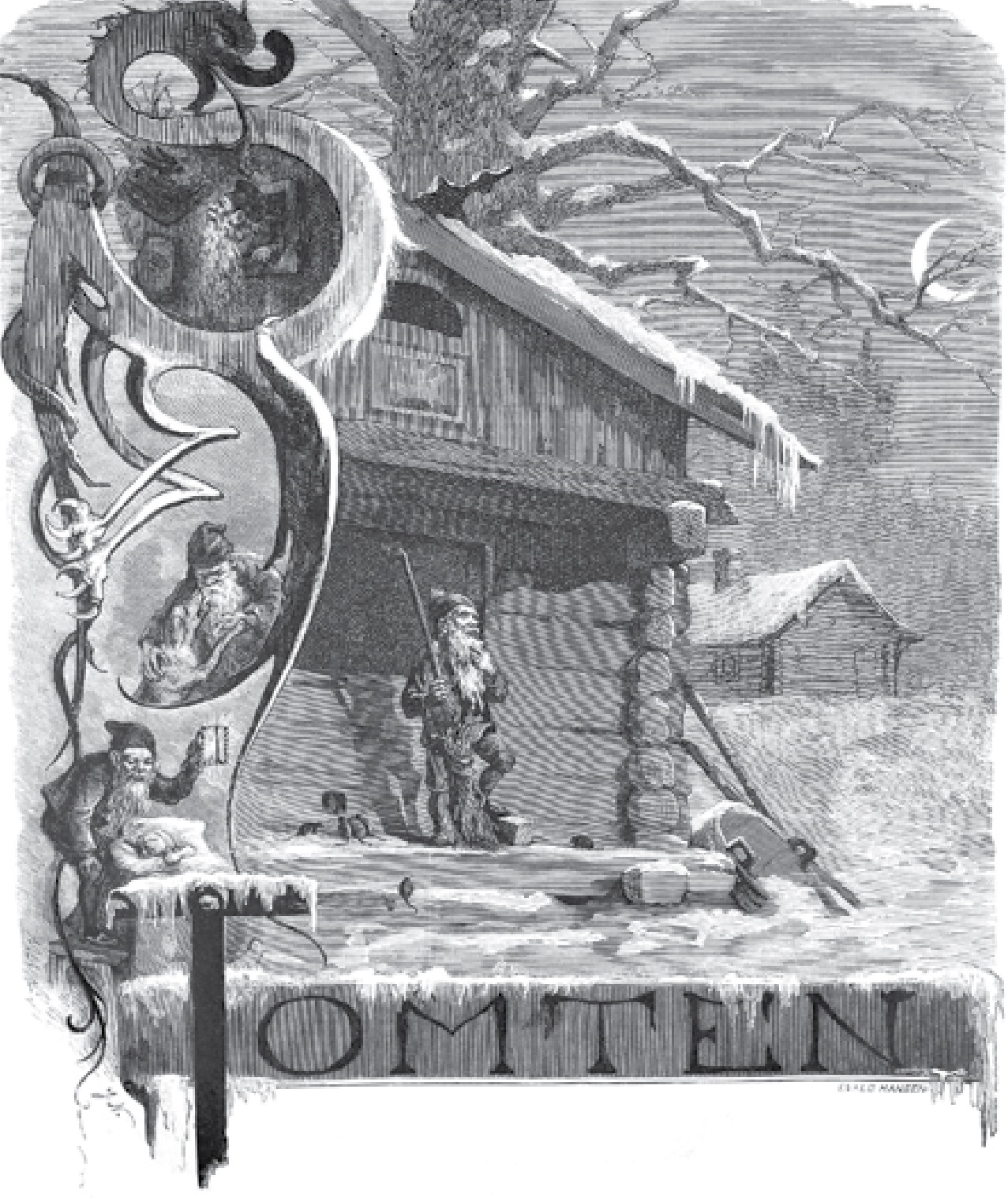
Titelillustration des Erstdrucks

Tomten („Der Wichtelmann“) ist ein Gedicht von Viktor Rydberg. Es wurde 1881 in der Ny Illustrerad Tidning veröffentlicht und erzählt von den Erlebnissen der Titelfigur in einer Winternacht. Das schwedische Wort tomte bezeichnet einen kleinen weißbärtigen Kobold mit roter Mütze, vgl. Nisse. Das Gedicht und die Illustrationen von Jenny Nyström (bei der Erstveröffentlichung) haben das Bild des schwedischen Weihnachtsmanns mitgeprägt.

## Inhalt
Tomten ist ein 11 Strophen langes, philosophisches Gedicht. In einer eher idyllischen Art stellt Rydberg die Frage nach dem Sinn des menschlichen Lebens. Das Gedicht handelt von einem Tomte, dessen Handlungen und Überlegungen. Ursprünglich war das Gedicht nicht direkt mit Weihnachten verbunden, aber im Lauf der Zeit trugen die Illustrationen Nyströms dazu bei, dass die Geschichte des Tomte zu einer Geschichte vom Weihnachtsmann umgestaltet wurde. So heißt der Weihnachtsmann im Schwedischen auch jultomten.

## Text
| Original Midvinternattens köld är hård, stjärnorna gnistra och glimma. Alla sova i enslig gård djupt under midnattstimma. Månen vandrar sin tysta ban, snön lyser vit på fur och gran, snön lyser vit på taken. Endast tomten är vaken. Står där så grå vid ladgårdsdörr, grå mot den vita driva, tittar, som många vintrar förr, upp emot månens skiva, tittar mot skogen, där gran och fur drar kring gården sin dunkla mur, grubblar, fast ej det lär båta, över en underlig gåta. För sin hand genom skägg och hår, skakar huvud och hätta — »nej, den gåtan är alltför svår, nej, jag gissar ej detta» — slår, som han plägar, inom kort slika spörjande tankar bort, går att ordna och pyssla, går att sköta sin syssla. Går till visthus och redskapshus, känner på alla låsen — korna drömma vid månens ljus sommardrömmar i båsen; glömsk av sele och pisk och töm Pålle i stallet har ock en dröm: krubban han lutar över fylls av doftande klöver; — Går till stängslet för lamm och får, ser, hur de sova där inne; går till hönsen, där tuppen står stolt på sin högsta pinne; Karo i hundbots halm mår gott, vaknar och viftar svansen smått, Karo sin tomte känner, de äro gode vänner. Tomten smyger sig sist att se husbondfolket det kära, länge och väl han märkt, att de hålla hans flit i ära; barnens kammar han sen på tå nalkas att se de söta små, ingen må det förtycka: det är hans största lycka. Så har han sett dem, far och son, ren genom många leder slumra som barn; men varifrån kommo de väl hit neder? Släkte följde på släkte snart, blomstrade, åldrades, gick — men vart? Gåtan, som icke låter gissa sig, kom så åter! Tomten vandrar till ladans loft: där har han bo och fäste högt på skullen i höets doft, nära vid svalans näste; nu är väl svalans boning tom, men till våren med blad och blom kommer hon nog tillbaka, följd av sin näpna maka. Då har hon alltid att kvittra om månget ett färdeminne, intet likväl om gåtan, som rör sig i tomtens sinne. Genom en springa i ladans vägg lyser månen på gubbens skägg, strimman på skägget blänker, tomten grubblar och tänker. Tyst är skogen och nejden all, livet där ute är fruset, blott från fjärran av forsens fall höres helt sakta bruset. Tomten lyssnar och, halvt i dröm, tycker sig höra tidens ström, undrar, varthän den skall fara, undrar, var källan må vara. Midvinternattens köld är hård, stjärnorna gnistra och glimma. Alla sova i enslig gård gott intill morgontimma. Månen sänker sin tysta ban, snön lyser vit på fur och gran, snön lyser vit på taken. Endast tomten är vaken. | Reimübertragung Bitterkalt ist die Winternacht, Sterne glitzern und funkeln. Menschen und Tiere schlummern sacht, Haus und Hof sind im Dunkeln. Still zieht der Mond durch den Himmelsraum, weiß glänzt der Schnee auf jedem Baum, glänzt auf der Hausdachschräge. Einzig der Wichtel ist rege. Schattengleich steht er am Scheunentor, grau vor dem weißen Toben, schaut, wie so viele Winter zuvor, sinnend zur Mondscheibe oben, schaut nach dem nahen Waldesrand, der um den Hof steht wie eine Wand, grübelt, ein Rätsel zu lösen von undurchdringlichem Wesen. Fährt mit der Hand durch Bart und Haar, schüttelt den Kopf beklommen. „Nein, das Geheimnis wird nicht klar, nie werd ich Antwort bekommen.“ Darauf verscheucht er mit einem Ruck Rätsel und Fragen und Schwermutsdruck, sammelt entschlossen die Kräfte für seine Wichtelgeschäfte. Prüft das Schloss am Gerätehaus, auch am Schuppen und Speicher. Träumend ruhen die Kühe aus, träumen vom Sommer und reicher Kost auf der Weide, von frischem Klee, Freiheit von Mühsal und Peitsche und Schnee. Auch das Zugpferd, das weise, träumt von duftender Speise. In ihrem Pferch schaut der Wichtel dann nach den Lämmern und Schafen, auch nach den Hühnern und dem Hahn, die auf den Stangen schlafen. Karo, der Hofhund, wedelt leicht, als er ihm über den Rücken streicht, so gut kann er ihn leiden, so vertraut sind die beiden. Schließlich tritt er behutsam her an die Gesindebetten; Bauer und Bäuerin wissen, dass er wacht, um von Unheil zu retten; dann zu den Kleinen – sein größtes Glück, sacht wird sein Gang und zärtlich sein Blick: Diese beschützen zu können, das soll ihm niemand missgönnen. So sah er Ahnen und Väter schon Männer werden und Greise, immer einer des andern Sohn. Doch wo begann die Reise, und wohin führt sie, was ist das Ziel? Kommen und Gehen, ein leeres Spiel? Das liegt in bleiernem Schweigen; keinem will es sich zeigen. Seinen Rundgang beendet der Wicht, steigt untern Dachfirst der Scheune; hier stört das Leben des Tages ihn nicht, sicher ist er und alleine. Leer ist sogar das Schwalbennest, bis die Verliebten zurückkehren lässt Frühling mit seinem süßen Duften und Blühen und Sprießen. Dann gibt’s ein Zwitschern voll Fröhlichkeit, denn sie erzählen sich beide, wo sie verbrachten die kalte Zeit; aber vom zehrenden Leide, das den Wichtel quält, wissen sie nichts. Auf seinen Bart fällt ein Strahl des Lichts, Mondschein im Ritz einer Spalte. Hoffnungslos grübelt der Alte. Still liegen Wald und Feld und Flur, eingefroren ist alles. Drüben vom Bergbach hört er nur Murmeln des Wasserfalles. Ist es der Zeitenstrom, der da rauscht? Tief entrückt verharrt er und lauscht. Wo nur, wo ist die Quelle? Und wo die Mündungsstelle? Langsam schwindet die Winternacht, Mond- und Sternglanz zerrinnen. Menschen und Tiere schlummern sacht, bis sie ihr Tagwerk beginnen. Noch liegen alle in tiefem Traum unter dem Schnee auf Dach und Baum, träumen von Spielen und Lachen. Nur der Wichtel muss wachen. |

## Geschichte

### Entstehungsgeschichte
Das Gedicht wurde am 19. Februar 1881 geschrieben, als Rydberg in Göteborg lebte und als Journalist beim Göteborger Handels- und Schifffahrtsmagazin (Göteborgs Handels- och Sjöfartstidning – GHT) arbeitete. Es entstand in Zusammenarbeit mit dem Herausgeber der Zeitung Sven Adolf Hedlund. Während eines Rundgangs durch den Ort Slottsskogen bat Rydberg Hedlund plötzlich stehenzubleiben und schrieb das Gedicht auf einem Papier auf Hedlunds Rücken nieder.
Dann wurde das Gedicht in der Ny Illustrerad Tidning veröffentlicht. Rydberg war bereits als Autor von Weihnachtstexten bekannt, darunter der Geschichte Lille Viggs äfventyr aus dem Jahr 1871. Schon zu dieser Zeit wurde die damals 17-jährige Künstlerin Jenny Nyström (die 1880–88 für das New Illustrated Magazine arbeitete) als Illustratorin hinzugezogen. Rydberg bat Nyström, Tomten etwas menschlicher zu zeichnen als ihre Figuren in der Geschichte Lille Viggs äfventyr. Nyström kam der Bitte nach. Ihr Vater Daniel Nyström diente ihr als Vorbild für die Hauptfigur des Gedichts. Daniel Nyström war Lehrer an der Carlgrenska-Schule am Stigbergstorget in Majorna. In Majorna wuchs auch seine Tochter Jenny auf.
Die Bilder zu Rydbergs Gedicht waren ein wichtiger Teil von Jenny Nyströms einflussreicher Karriere als Malerin und Illustratorin von Weihnachtsmotiven. Beispielsweise verzierten ihre Bilder vom Weihnachtsmann später Millionen von schwedischen Weihnachtskarten.

### Spätere Veröffentlichungen
Ein Kurzfilm, Tomten, wurde 1941 von der Filmemacherin Gösta Roosling gedreht. In dem Film liest Hilda Borgström das vollständige Gedicht.
Lotta Engbergs Weihnachtsalbum Jul hos mig (2009) endet mit einem letzten, versteckten Bonustrack, in dem Sven Wollter (einer ihrer Duettpartner auf dem Album) das Gedicht liest.
Das Gedicht ist in Schweden auch als Hörbuch erhältlich und wird von Torgny Lindgren gelesen.
Das Gedicht wurde von Lyyli Wartiovaara-Kallioniemi im Julens önskesångbok („Weihnachtswunschliederbuch“, 1997) unter der Rubrik „Traditionelle Weihnachtslieder“ veröffentlicht.

### Inspiration für die Astrid-Lindgren-Bücher
Rydbergs Gedicht wurde bald zu einem der bekanntesten schwedischen Weihnachtstexte und wurde immer wieder nachgedruckt. 1960 veröffentlichten Rabén & Sjögren eine neue Variante mit Illustrationen von Harald Wiberg. Zuvor war diese Variante in der Weihnachtsausgabe der Kinderzeitschrift Klumpe Dumpe aus dem Jahr 1957 erschienen. Ausländische Verlage entdeckten das Buch mit den schönen Bildern und setzten sich mit Rabén & Sjögren in Verbindung. Sie wollten jedoch nicht den metaphysischen Text von Viktor Rydberg, also verpflichtete sich Herausgeberin Astrid Lindgren, einen neuen Prosatext auf Wibergs Illustrationen zu schreiben. Das Ergebnis kam im selben Jahr in Deutschland heraus, wo Tomte Tummetott schnell populär und immer wieder neu aufgelegt wurde. Im folgenden Jahr erschien The Tomten in den Vereinigten Staaten, gefolgt von Übersetzungen in eine Vielzahl anderer Sprachen. Der deutschen Fassung ist der Animationsfilm Tomte Tummetott und der Fuchs aus dem Jahr 2007 nachempfunden.
Eine schwedische Version von Astrid Lindgrens Buch erschien jedoch erst 2012 – 52 Jahre nach der ersten deutschen Ausgabe. In diesem Jahr hatte der deutsche Verleger Lindgrens Originalschrift in seinen Archiven gefunden und die Schrift nach Schweden zurückgebracht. Das Buch von 2012, das unter dem Titel Tomten är vaken veröffentlicht wurde, enthält neue Illustrationen von Kitty Crowther.